# Musée d'Art et d'Histoire du Judaïsme

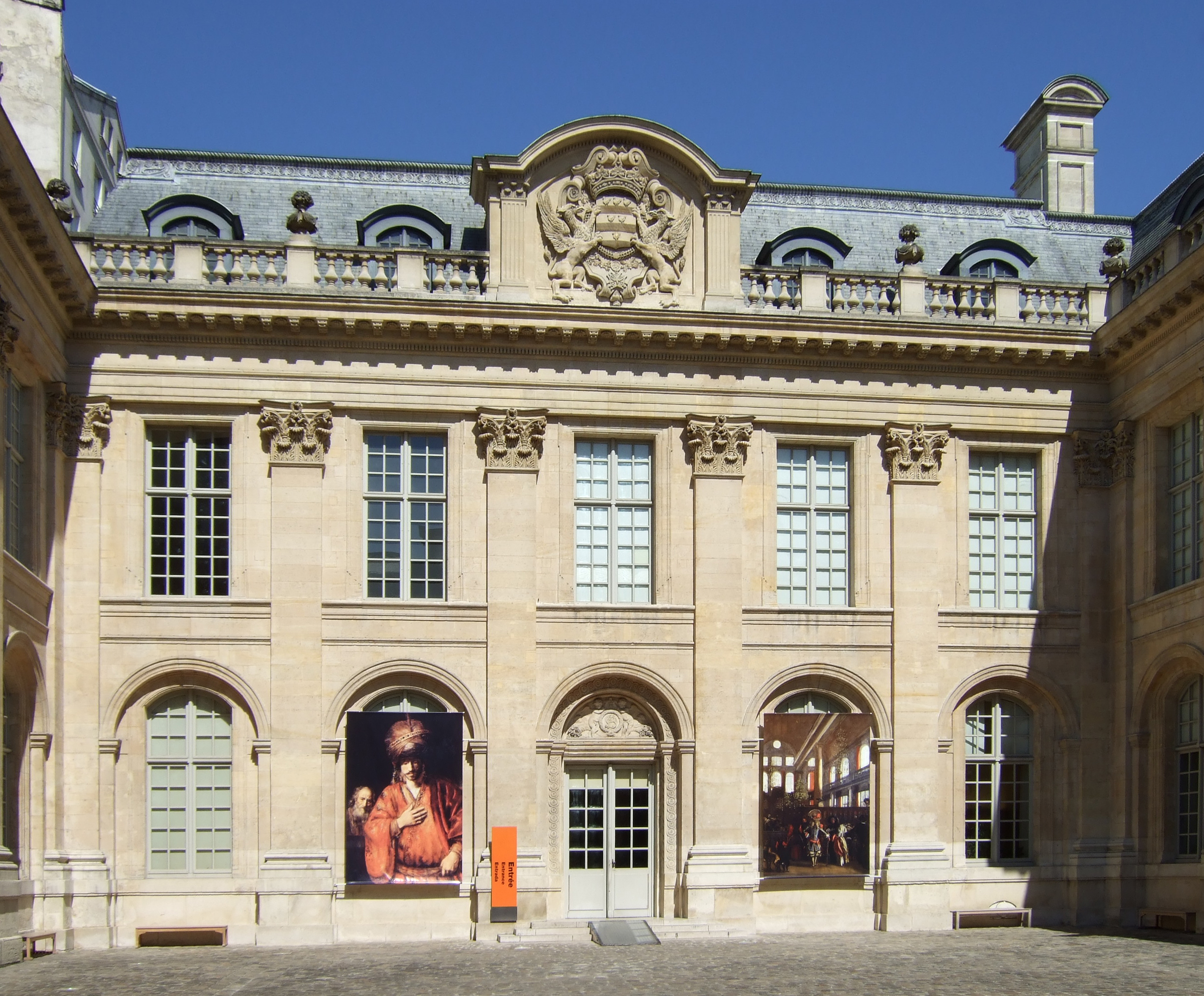
Musée d'Art et d'Histoire du Judaïsme in Hôtel de St-Aignan

Het Musée d'Art et d'Histoire du Judaïsme (Nederlands: Museum van de kunst en de geschiedenis van het Jodendom) is een museum in de Franse hoofdstad Parijs.
In dit museum, gevestigd in het Hôtel de St-Aignan in Le Marais, is een aantal collecties bijeengebracht die voorheen over de stad verspreid waren. Het is gewijd aan de Frans-Joodse cultuur vanaf de middeleeuwen tot nu. Hieruit blijkt dat er al sinds de Romeinse tijd een aanzienlijke Joodse gemeenschap in Frankrijk heeft bestaan, die een aantal grote geleerden (Rasji, Rabbenoe Tam, de tosafisten) voortbracht. Kunstvoorwerpen, waaronder verfijnd zilverwerk, Thoraomslagen, textiel, religieuze objecten en andere judaica worden tentoongesteld, zowel in de synagoge, als in het huis. Er zijn ook foto's, schilderijen en historische documenten te zien, onder andere over de Dreyfusaffaire.
- Bibliothèque nationale de France: cb124788748 (data)
- Catàleg d'autoritats de noms i títols de Catalunya: 981058524972106706
- Gemeinsame Normdatei: 5324283-X
- International Standard Name Identifier: 0000 0001 2169 5356
- Library of Congress Control Number: nr00037376
- Nationale Bibliotheek van Tsjechië: kn20031021016
- Nationale Bibliotheek van Israël: 987007296015905171
- Système universitaire de documentation: 030305616
- Virtual International Authority File: 139484225